# Front Wschodni (Sudan)
Front Wschodni (ang. Eastern Front) – koalicja grup zbrojnych działających we wschodnim Sudanie przy granicy z Erytreą, w stanach Morze Czerwone i Kassala. Front oświadczył, że podjął walkę przeciwko rządowi sudańskiemu, aby zakończyć marginalizację regionu, niesprawiedliwy podział dochodów z ropy naftowej i domagać się większej autonomii. Obecnie w skład Frontu wchodzą dwie grupy: Wolne Lwy (Free Lions) z plemienia Raszaida oraz Kongres Beja (Beja Congress) z plemienia Beja. Członkiem Frontu jest również działający na zachodzie kraju w Darfurze Ruch Sprawiedliwości i Równości (Justice and Equality Movement). W styczniu 2005 z Frontu wystąpiła Ludowa Armia Wyzwolenia Sudanu (Sudan People's Liberation Army), która podpisała wówczas porozumienie kończące drugą wojnę domową w Sudanie (1983–2005). Sekretarzem Frontu Wschodniego jest Musa Mohamed Ahmed.
Członkowie Frontu Wschodniego protestują przeciwko nierównościom w redystrybucji zysków z wydobycia ropy naftowej czerpanych przez rząd w Chartumie. Grozili oni przerwaniem dostaw ropy ze złóż do portu morskiego w Port Sudan oraz zaatakowaniem planowanej budowy drugiej rafinerii ropy naftowej w tym mieście. Władze Sudanu zareagowały wzmocnieniem obecności wojsk w tej części kraju.
Wsparcie Frontowi udzielały początkowe władze Erytrei, ale później postanowiły one wspomóc obie strony w rozwiązaniu konfliktu. W połowie 2006 władze Sudanu oraz przedstawiciele Frontu rozpoczęli dwustronne negocjacje w Asmarze, które 14 października 2006 zakończyły się podpisaniem porozumienia pokojowego. Zakłada ono podział władzy i zysków z ropy naftowej na poziomie regionalnym i krajowym oraz przyszłe połączenie trzech stanów Morze Czerwone, Kassala i Al-Kadarif w jedną jednostkę administracyjną.